# Gefion

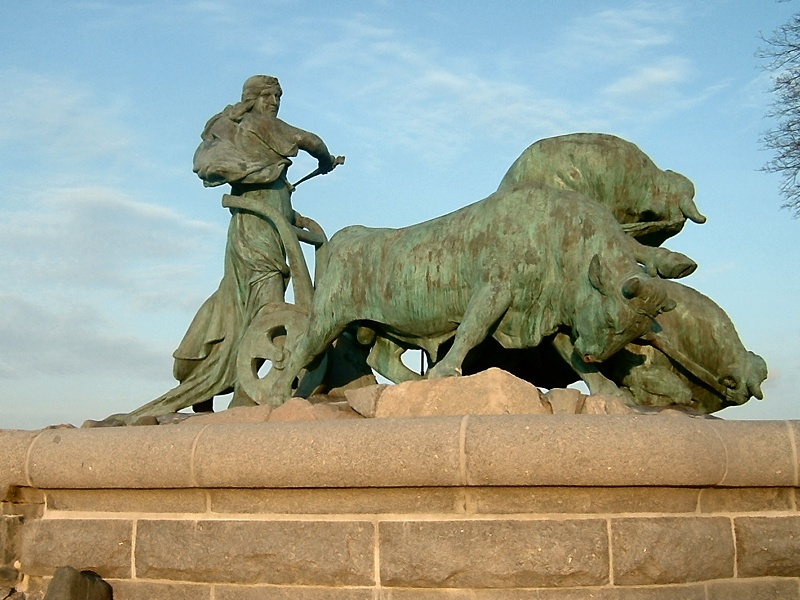
Fontein met beeld van Gefion in Kopenhagen

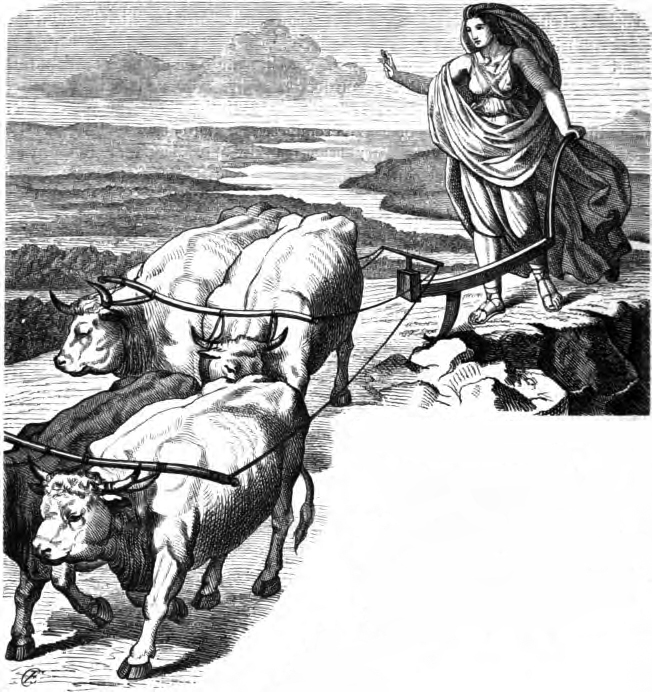
Gefion ploegt Seeland met haar stieren

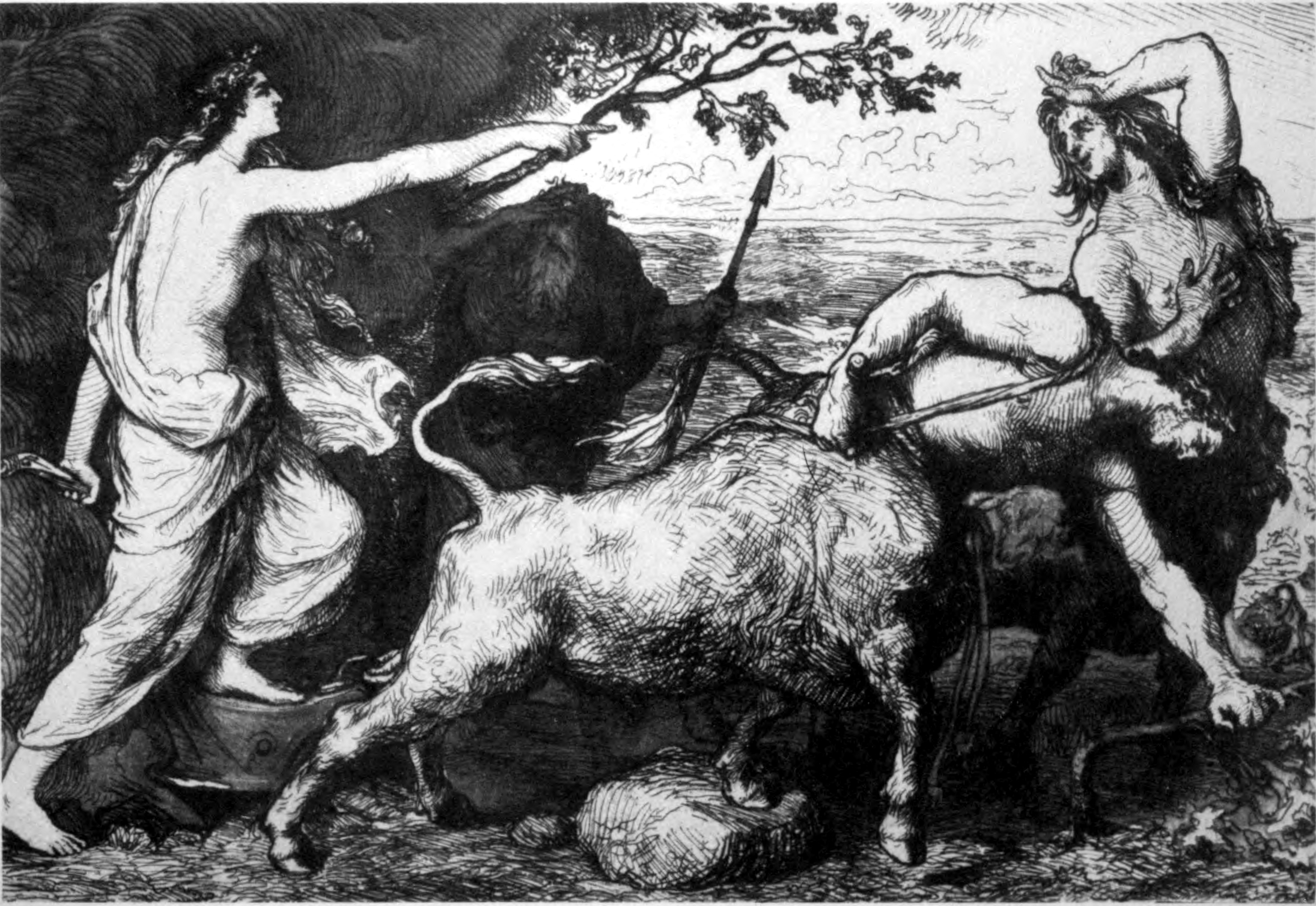
Gefion en Gylfi

Gefion is in de Noordse mythologie een Asin uit het gevolg van Frigg, de vrouw van Odin. Volgens de legendes was zij diegene die Seeland uit Zweden lostrok. Haar naam wordt ook als Gefjun of Gefn genoteerd.

## De legende
Er zijn twee versies van de legende:

### Eerste versie
Aldus de Gylfaginning (Gylfi's zinsbegoocheling):
Koning Gylfi regeerde het gebied dat nu Zweden heet. Het verhaal gaat dat hij akkerland aan een bedelares gaf als beloning voor hoe zij hem had vermaakt. Het land was ter grootte van wat vier stieren in de loop van een dag en een nacht konden ploegen. Wat de koning niet wist, was dat deze vrouw een van de Asen was. Haar naam was Gefion. Vanuit het noorden van het land van de reuzen haalde zij vier stieren en spande ze voor de ploeg. Deze vier stieren waren echter haar zonen, hun vader was een reus. De ploeg ging zo hard en diep dat het hele land los kwam van Zweden en naar het westen werd verplaatst. Het land belandde in de zee, in de Sont. Daar liet Gefion het land voorgoed liggen, ze noemde het Selund (of Seeland).
De plaats waar het land was weggesleten werd een binnenmeer. In Zweden is het nu bekend als "Het Meer" en het heeft evenveel baaien als er landtongen zijn in Seeland.

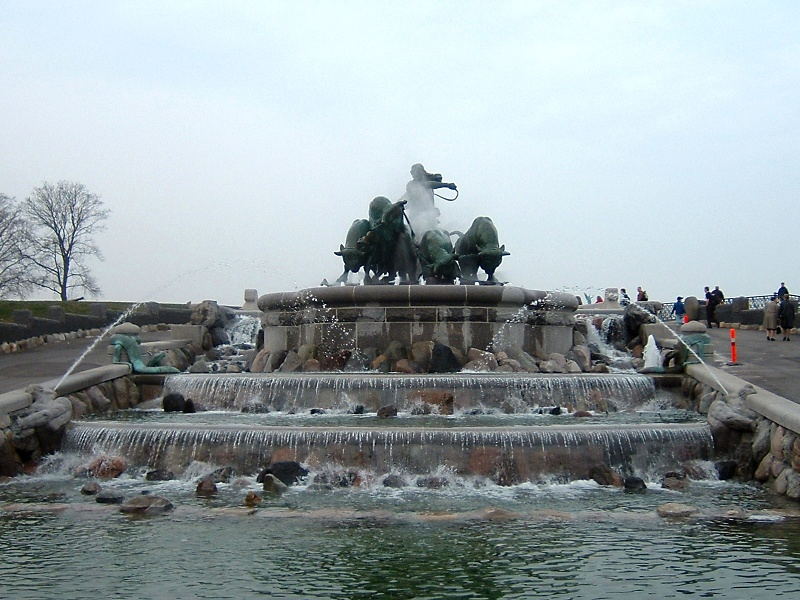
Fontein met beeld van Gefion in Kopenhagen

Zoals de dichter Brage de Oude zegt:
Gefion trok met lach
van Gylfi, de vrije prins
Hetgeen Denemarken groter maakte,
zodat de ploegende beesten
zweet droop van de stieren
vier hoofden hadden ze, acht ogen
die voor de brede eiland van een weiland gingen
weggerukt als buit. 1

### Tweede versie
Toen Odin de toekomst beschouwde, kwam hij te weten dat zijn nakomelingen in het noorden van de wereld zouden wonen en werken. Hij gaf zijn broers Vé en Vili het land van Asagarth, dat in het land van de Turken lag. Zelf vertrok hij, en met hem mee gingen alle priesters en veel van zijn volk. Eerst trok hij naar Gardariki (Rusland) en van daar uit naar het zuiden, naar Saxenland (Duitsland). Hij had vele zonen, hij won vele koninkrijken onderweg en liet zijn zonen ze bestieren.
Vanuit Saxenland trok hij naar het noorden, naar de zee toe, en vestigde zich op een eiland, Odensö, dat naar hem vernoemd werd. Dit was te Funen. Odin stuurde Gefion eropuit om land te zoeken, naar het noordoosten, naar de andere kant van de Sont. Daar ontmoette zij Gylfi, die haar evenveel land beloofde als ze in de loop van een etmaal met een vierspan stieren kon ploegen. Gefion nu ging haar het land van de reuzen waar een reus de vader van haar vier zonen werd. Zij toverde ze om in stieren, spande hen voor de ploeg en ploegde het land de zee in. Het land werd naar het westen verplaatst en kwam tegenover Odensö te liggen. Het land, waar Gefion of Gefjun ging wonen, werd Selund genoemd. 
Skjold, de zoon van Odin, nam Gefion tot vrouw en ze woonden in Leidra. Waar zij geploegd had is er nu een meer, Löginn genaamd, wiens inhammen overeenkomen met de nessen van Selund.
Aldus sprak Brage de Oude:
Gefion trok met blijdschap
van Gylfi, rijk aan goud
het nieuwe land van Denemarken
(het zweet droop van de stieren).
De stieren hadden acht ogen
en vier hoofden
waar ze voort trokken
ver vorbij de baai van Vinö. 2

## Trivia
- Seeland, in het Deens Sjælland, is het eiland waarop Kopenhagen ligt.
- In Oudengels poëzie werd Geofon gebruikt als een naam voor de zee.3
- De fontein van Gefion (1908) is het grootste monument in Kopenhagen en is niet ver van het beroemde beeld van de Kleine Zeemeermin geplaatst. Ontwerper is Anders Bundgård. De fontein was een cadeau van het Carlsbergfond aan de stad Kopenhagen. Oorspronkelijk was het gepland voor de Rådhuspladsen, maar het staat uiteindelijk aan het einde van de Amaliegade tegenover Kastellet, de vesting van Kopenhagen.
- Adam Oehlenschlager nam Gefion op in zijn Nordens Guder uit 1819; vervolgens schreef Niels Gade er muziek bij.